# 알 바노
알 바노(Al Bano, 본명은 알바노 카리시(Albano Carrisi), 1943년 5월 20일 ~ )는 이탈리아의 가수, 작사가, 연극배우, 뮤지컬 배우, 와인 메이커이다.

## 생애

### 일생
이탈리아 풀리아주 브린디시현 브린디시에서 출생하였으며 지난날 한때 알바니아 티라나 주 티라나 현 티라나에서 잠시 유아기를 보낸 적이 있는 그는 이탈리아 라치오주 로마에서 고등학교를 졸업하였으며 1962년부터 1964년까지 이탈리아 육군에서 복무한 이후 이탈리아 육군 하사 예편하였고 1965년 가수로 첫 데뷔하였으며 1978년 연극배우 데뷔하였고 1997년 뮤지컬 배우 데뷔하였다.

## 유명세
그는 보통적으로 대한민국 국내에서는 《Felicita》의 오리지널 원곡 가수로 널리 잘 알려져 있다.

## 같이 보기
- 로미나 포베르
- 밀바
- 도메니코 모두뇨